# Сосна Нельсона
Сосна Нельсона (лат. Pinus nelsonii) — вечнозелёный кустарник, вид рода сосна (Pinus) семейства Сосновые (Pinaceae). Растет в горах северо-восточной части Мексики. 
Вид назван в честь американского натуралиста Эдварда Уильяма Нельсона.

## Описание
Это небольшое дерево высотой до 10 м со стволом диаметром до 20-30 см. Крона округлая и густая, напоминает крону неродственной Pinus pinea из западного Средиземноморья. Хвоинки собраны в пучки по три (иногда четыре), но «застегнуты» вместе мелкопильчатыми краями так, что выглядят как одна хвоя; их можно разделить только силой. Они 4-8 (редко 10) см длиной и 0,7-1 мм толщиной, субблестящего темно-зеленого цвета, со стойкой серой базальной оболочкой 7-9 мм длиной. 
Шишки цилиндрические, 6-12 см длиной и 4-5 см шириной, от оранжево-коричневого до красно-коричневого цвета, с 60-100 чешуйками с крупными, но нечеткими умбонами, и расположены на сильном изогнутом вниз цветоносе 3-6 см длиной. В отличие от всех других сосен, их рост в незрелом состоянии не приостанавливается в первую зиму.
Семена крупные, 12-15 мм, красно-коричневые. Шишки созревают в ноябре после сезона дождей. 
Растет в горах северо-восточной части Мексики в полузасушливом умеренном климате с летними дождями, очень засухоустойчива.